# Gutshaus Badingen
Das Gutshaus Badingen ist ein Herrenhaus in Badingen, einem Ortsteil von Bismark (Altmark) in Sachsen-Anhalt. Das Gut war zunächst im Besitz der Familie von Kläden (auch Klaeden, Kloeden, Klöden), dann übernahm die Familie von Rundstedt das Anwesen.

## Geschichte
Bereits 1625 erkaufte die Familie von Rundstedt, mehrfach verwandt mit den von Kläden, die Pacht des Gutes Badingen. Das Gut wurde so ein Stammsitz der Familie von Rundstedt, besonders namhaft war Hans Ernst Friederich von Rundstedt.
Das Herrenhaus in Badingen wurde in den Jahren 1837 bis 1839 angelegt. Besonderheit ist der Schlosspark im englischen Stil, der nach Entwurf von Peter Joseph Lenné gestaltet wurde. Spätestens seit dem 19. Jahrhundert gehörte Badingen wie auch Gut Schönfeld einem Besitzer, so u. a. Werner Ludolf Otto von Rundstedt, verheiratet mit Marie Gräfin Königsmark-Netzeband. Bis 1909 war hier Werner von Rundstedt Rittergutsbesitzer.
Auch die Nachfahrin, die Ärztin Malita von Rundstedt stammt aus dieser Familienlinie. 1921 betrug die Flächengröße des Besitzes 600 ha, davon 40 ha Forsten. Als Administrator agierte ein Herr Brüning, Eigentümer war damals Oberstleutnant Joachim von Rundstedt, verheiratet mit der Konsulstochter Fanny Oetling. Da ihr Sohn Werner von Rundstedt 1915 als Leutnant im Krieg gestorben war, erbte der Neffe Hans von Rundstedt 1923 Gut Badingen und Schönfeld und führte die Gutsbetriebe bis 1938. 1/2 des Gutes Badingen gingen an seinen Sohn erster Ehe mit Leonie von Schilling, Leutnant Ernst-Günter von Rundstedt, der 1942 starb. So fiel Badingen im Minorat an dessen jüngsten Bruder Bodo von Rundstedt, bis zur Bodenreform 1945/46.
Bodo von Rundstedt und seine Familie bemühten sich ab 1990 um die Rückerwerbung von Schönfeld und Badingen. Nach 1992 konnten Flächen beider Güter gepachtet werden, das Gutshaus in Schönfeld wurde gekauft.